# Ruth Adler
Ruth Margaret Adler, nascuda Oppenheimer, (1 d'octubre de 1944 – 18 de febrer de 1994) va ser una feminista, responsable de diverses campanyes en favor dels drets humans i responsable d'incidència en el benestar de la infancia. Va ser la fundadora de l'oficina d'Amnistia Internacional a Escòcia el 1991. Va ser membre fundadora de la Scottish Women's Aid el 1974, membre de la regió de Lothian en el Children's Panel i va ajudar a establir el Centre Escocès per al Dret de la Infància.

## Biografia
Els pares de Ruth, Charlotte i Rudolf Oppenheimer van arribar des d'Alemanya al Regne Unit com a refugiats en els anys 30. Ruth va néixer a Devon on el seu pare havia estat destinat durant la guerra.
Estudià Filosofia, Polítiques i Econòmiques a Somerville College, Oxford i va fer un màster en Filosofia a la Universitat de Londres. En els anys 60 es va mudar a Escòcia amb el seu marit i fills i es va convertir en tutora a temps parcial en el Departament de Filosofia de la Universitat d'Edimburg durant anys, fins que va obtenir el doctorat en Dret. Després va col·laborar amb MacCormickl a traduir de l'alemany a l'anglès obres del txec d'Ota Weinberger i de l'alemany de Robert Alexy i Guenter Teubner, filòsofs legals.
Mentre treballava al Centre Escocès de Drets de la Infància, va crear la primera base de dades exhaustiva de dret de la infància a Escòcia. Va ser magistrada i jutja de pau. De 1987 a 1991 va ser la responsable d'investigar les queixes contra advocats com a Ajudant a l'Observador Laic per a Escòcia.
Sent membre destacada de la comunitat jueva d'Edimburg va ser editora de l'Edinburgh Star. A més va ser presidenta i secretària de la Societat Literària Jueva d'Edimburg.

## Treballs
El tema de la seva tesi va ser Legal intervention in the lives of children. Va ser publicat com a llibre en 1985 amb el títol Taking Juvenile Justice Seriously.

## Llegat
L'obituari d'Adler en The Independent descriu les seves tres passions:
| « | La seva vida va estar conduïda per les seves tres passions: la justícia, la infantesa i la seva família. Per tot això usà la seva formidable intel·ligència, energia incansable, extraordinària determinació i, sobretot, el seu esperit generós i bondat amorosa. Aquestes passions van tocar les vides d'incomptables persones | » |

Hi ha una placa dedicada al jardí de la guarderia de la Universitat d'Edimburg.
L'Escola de Dret a la Universitat d'Edimburg patrocina una conferència anual de Ruth Adler sobre els drets humans. Entre els ponents destacats es troben Shami Chakrabarti (2016); Stephen Sedley (2015); Christopher McCrudden (2013), i Conor Gearty (2009).
El premi Ruth Adler es lliura anualment al millor estudiant del curs ordinari de Pensament Legal Crític.